# Karl XII's skanser
Karl XII's skanser ved Øresund er et omfattende fæstningsanlæg fra begyndelsen af 1700-tallet på den svenske Øresundskyst fra Mölle i nord til Skåre umiddelbart udenfor Trelleborg i syd.
Efter den svenske kong Karl XII i sommeren 1709 havde mistet sin hær i nederlaget ved Poltava, indgik kong Frederik IV alliance med den russiske zar Peter den Store for at genvinde Skåne, Halland og Blekinge. Kort efter angreb russerne Sveriges baltiske besiddelsers vigtigste fæstning, Riga. Den 28. oktober 1709 erklærede Danmark krig mod Sverige. Generalguvernør Magnus Stenbock lod straks fæstningerne i Landskrona og Malmø renovere. Helsingborgs befæstning, som var revet ned i 1680'erne, var ude af spillet. Samtidigt bevogtede Stenbock den skånske kyst med kavaleri, men den 12. november landsatte den danske hær 14.000 mand ved Råå uden for Helsingborg. De led imidlertid nederlag til Stenbocks enheder i Slaget ved Helsingborg fire måneder senere.
For at forhindre en gentagelse af invasionen udarbejdede general ved intendanturen Magnus Palmquist i efteråret 1711 på Karl XII's ordre planer for styrkelse af forsvaret af den sårbare kyststrækning. Befæstningerne kom dels til at bestå af lange skanser med brystværn, voldgrave og palisader, dels af skanser til artilleri og infanteri. I 1712 blev skanserne i Helsingborg, Råå, Klinte kilde, Ystad og Simrishamn bygget. Byggeriet af de omfattende forsvarsværker i Sydsverige blev afsluttet i 1718. Rester af réduiter findes i Mölle, Höganäs, Viken, Helsingborg, Råå, Rydebäck, Ålabodarna, Erikstorp, Landskrona, Barsebäck, Malmø, Lilla Hammar og Skåre ved Trelleborg, Ystad og Simrishamn.